# 缨鳞条鳎
缨鳞条鳎（学名：Zebrias crossolepis）为輻鰭魚綱鰈形目鰨亞目鳎科条鳎属的鱼类。在中国，分布于海南岛、广西北部湾到广东东部等浅海等，属于暖水性浅海底层鱼，生活習性不明。该物种的模式产地在广东汕头。